# Face ID
Face ID е система за лицево разпознаване, проектирана и разработена от Apple Inc. за iPhone и iPad. Системата позволява биометрично удостоверяване за отключване на устройство,  извършване на плащания, достъп до чувствителни данни и други функции. Първоначално пуснат през 2017 г., оттогава е актуализиран и въведен в няколко нови модела iPhone и всички модели iPad. 

## История
Apple обяви Face ID по време на представянето на iPhone X на 12 септември 2017 г.  Системата беше представена като наследник на Touch ID, предишната технология за удостоверяване, базирана на пръстови отпечатъци.

## Технология
Face ID се основава на сензор за лицево разпознаване, който се състои от две части: прожекционен модул с повърхностно излъчване на лазерни точки с вертикална кухина, и модул с инфрачервена камера, който чете модела. 

## Устройства с Face ID
| iPhone - iPhone X - iPhone XR - iPhone XS & XS Max - iPhone 11 - iPhone 11 Pro & 11 Pro Max - iPhone 12 & 12 Mini - iPhone 12 Pro & 12 Pro Max - iPhone 13 & 13 Mini - iPhone 13 Pro & 13 Pro Max - iPhone 14 & 14 Plus - iPhone 14 Pro & 14 Pro Max - iPhone 15 & 15 Plus - iPhone 15 Pro & 15 Pro Max | iPad - iPad Pro (3rd generation) - iPad Pro (4th generation) - iPad Pro (5th generation) - iPad Pro (6th generation) |